# Вангануи (национальный парк)
Вангануи (англ. Whanganui National Park) — национальный парк, расположенный на Северном острове Новой Зеландии, Основан в 1986 году, занимает площадь в 742 км². 
Национальный парк Вангануи включает в себя территории бывших заповедников и бывший государственный лес. Парк граничит с рекой Уонгануи, река не входит в территорию парка, но является популярным маршрутом для гребли под названием «Путешествие по Уонгануи», одним из «Великих маршрутов» Новой Зеландии. 

## История
Река Уонгануи была основным торговым и коммуникационным путем для коренного населения Новой Зеландии — маори. Река представляла собой главный путь к центральному Северному острову для поколений местных маори и для европейских путешественников 19-го века.  
Ранние маори использовали реку Уонгануи и ее притоки для облегчения торговли с регионами Веллингтон, Вайкато, Таранаки, Таупо и залива Пленти ещё в пятнадцатом веке. В густых местных Вангануи ранние маори из Те Ати Хаунуи-а-Папаранги возделывали защищенные террасы и строили свои па на стратегических высотах. Со временем верховья реки стали связаны серией па, которые называются «плетеными волокнами Хиненгакау». 
После прибытия европейских поселенцев Уонгануи играл значительную роль как для маори, так и для европейских религиозных общин. В 1840-х годах здесь широко распространилось обращение в христианство , что привело к созданию христианских общин и строительству часовен вдоль реки. Аналогичным образом эту область также посещали последователи религии Пай Марире, у которых были поселения поблизости.  
В середине и конце 19 века на острове выращивали пшеницу, а в период с 1840-х по 1860-е годы были построены мельницы для переработки ее в муку. 

## Достопримечательности

#### Tīeke Marae/Kāinga
Tīeke Marae/Kāinga — это хижина и мараэ Департамента охраны природы на Большом маршруте Whanganui Journey. Сооружения расположены недалеко от западной границы парка, через реку от Паринуи. Территория, на которой они расположены, была местом проживания общин маори во времена европейской колонизации. По имеющимся данным население Tīeke составляло 260 человек в 1847 году.  
Мараэ был основан в начале 1990-х годов членами Тамахаки, которые начинают свою родословную от первоначальной общины. В настоящее время земля является предметом спора, причем местная группа маори — Te Whanau o Tieke, утверждает, что земля была конфискована незаконно. Участок находится под совместным управлением Департамента охраны природы и Te Whanau o Tieke.  

#### Мост в никуда
Мост в никуда — это железобетонный мост, построенный еще в начале 20 века. С 1917 года правительство Новой Зеландии предлагало отставным военнослужащим, вернувшимся с Первой мировой войны, скидку на землю и кредиты на развитие в рамках программы «Солдат-поселенец», в которую входили земли в долинах Мангапуруа и Кайвакаука на территории нынешнего парка. В 1919 году был построен деревянный разводной мост, который в 1936 году заменили на армированный стальной мост. В самой густонаселенной точке насчитывалось 30 ферм в Мангапуруа и 16 в Кайвакаука, однако к 1942 году осталось только три фермера, а два года спустя район стал безлюдным. Этот спад был отчасти обусловлен трудностями, связанными с землей, включая наводнения и эрозию — проблемы, с которыми также сталкивались получатели программы «Солдат-поселенец» в других местах. Мост используется и обслуживается Департаментом охраны природы.  

## Флора
Национальный парк Вангануи охраняет большую территорию равнинного леса и важную среду обитания местных диких животных. Есть многочисленные насаждения леса, состоящего из видов, включая камахи и тава, миро и тотараус на более крутых склонах. В низинных районах около реки кахикатеа можно найти пальмы матаи и никау. Большие северные рата растут по всему парку.  

## Фауна
На территории парка обитает множество видов птиц. Парк охраняет среду обитания нескольких тысяч находящихся под угрозой исчезновения северо-островных северный бурый киви киви и находящихся под угрозой исчезновения синих уток. Также встречается серая камышевка, желтоголовый какарик, новозеландский сокол (kārearea), новозеландский плодоядный голубь (kererū) , маорийская петроика, новозеландский туи, белоголовая мохуа.
В реке Уонгануи, протекающей через парк, обитает множество видов местных рыб, а также местные пресноводные раки, черная камбала, сумчатая минога и угорь. 